# Zlatna
Zlatna (deutsch Kleinschlatten; ungarisch Zalatna) ist eine rumänische Kleinstadt im Kreis Alba in der Region Siebenbürgen.

## Geographische Lage
Der Ort liegt im Trascău-Gebirge und besteht aus der Kernstadt sowie aus den 18 Ortschaften: Botești, Budeni, Dealu Roatei, Feneș, Fântânele, Trâmpoiele, Izvoru Ampoiului, Galați, Presaca Ampoiului, Pătrângeni, Podu lui Paul, Părău Gruiului, Pirita, Runc, Ruși, Suseni, Valea Mică und Vâltori.

## Geschichte
In der früheren römischen Provinz Dakien hieß der Ort Ampelum und ist nach unterschiedlichen Angaben seit 158 oder 1201 urkundlich belegt. Der vom slawischen Wort zoloto abstammende Ortsname, welcher „Gold“ bedeutet, wurde abgewandelt ins Rumänische, Ungarische und Deutsche übernommen. Unter der Bezeichnung Zlatna wurde der Ort 1338 erstmals urkundlich erwähnt. 1895 wurde die Bahnstrecke Alba Iulia–Zlatna der Schmalspurbahn in Betrieb genommen. Diese wurde 1984 durch eine Normalspurbahn ersetzt.
Im Jahr 1782 entdeckte der österreichische Mineraloge und Naturforscher Franz Joseph Müller von Reichenstein das Element Tellur bei Untersuchungen von Golderzen aus der Grube Mariahilf nahe Zlatna. Die Stadt ist daher heute die Typlokalität für das Tellur.
1968 erlangte Zlatna den Rang einer Stadt.

## Bevölkerung
Die Bevölkerung der Gemeinde entwickelte sich wie folgt:
| 1850 | 8.141  | 6.941 | 605 | 359 | 236            |
| 1941 | 9.485  | 8.952 | 344 | 83  | 106            |
| 1977 | 10.027 | 9.689 | 186 | 9   | 143            |
| 1992 | 9.391  | 9.032 | 112 | 13  | 234            |
| 2002 | 8.612  | 8.367 | 57  | 4   | 184            |
| 2011 | 7.490  | 6.710 | 30  | 4   | 746 (344 Roma) |
| 2021 | 6.652  | 5.694 | 12  | 4   | 942 (340 Roma) |

## Sehenswürdigkeiten
- Die orthodoxe Kirche Adormirea Maicii Domnului, 1424 errichtet,[4] 1696 und 1744 erneuert,[6] steht unter Denkmalschutz.[7]
- Die Sf. Nicolae și Nașterea Maicii Domnului Kirche[8] 1770 bis 1780 errichtet, steht unter Denkmalschutz.[7]
- Die römisch-katholische Kirche Sf. Ioan din Nepomuk, 1752 errichtet.[9]
- Die reformierte Kirche im 19. Jahrhundert errichtet.[10]
- Das Kulturhaus (Casa de Cultură) der Stadt
- Zlatna wird im Nordosten (⊙) von einem etwa 220 Meter hohen Kamin überragt, der mit einer inzwischen stillgelegten Kupferhütte mit einer Rauchgasleitung verbunden ist.[11]

## Persönlichkeiten
- Johann Georg Hoffinger (1756–1792), Arzt, Bergphysikus und Mitglied der Gelehrtenakademie „Leopoldina“
- Petru Dobra (1817–1849),[12] Revolutionär und Weggefährte von Avram Iancu
- Béla Lukács (1847–1901), ungarischer Politiker, Schriftsteller und Minister.
- László Lukács (1850–1932), Politiker, Finanzminister und 1912/13 Ministerpräsident Ungarns

## Trivia
Der deutsche Barock-Dichter Martin Opitz rühmt Zlatnas Weinlage in dem Gedicht Zlatna Oder Getichte von Ruhe dem Geküthes (1624):
Es pflegt mir einzukommen,

Die künstliche Natur, die hab' ihr vorgenommen

An Zlatna sonderlich zu thun ihr Meisterrecht.

Der Wein wächst nur nicht hier, die Häuser sind auch schlecht.

Wie weit ist aber Sard? der beste Platz am Weine,

Was dieses Land betrifft, der wol taug, wie ich meyne,

Für der Poeten Volck, das nit zu starcken Tranck

Hinunter giessen muß, im Fall ihm sein Gesang